# Europa Sur
Europa Sur es un periódico español fundado en 1989 que se edita en Algeciras y se distribuye por la comarca del Campo de Gibraltar. También se distribuye en algunos puntos de venta de Cádiz, Sevilla y Ceuta.

## Estructura empresarial
El periódico pertenece al Grupo Joly y comparte contenidos, suplementos y colaboradores con otras cabeceras del grupo que se editan en Almería, Cádiz, Córdoba, Granada, Huelva, Jerez de la Frontera, Málaga y Sevilla.
El consejo editorial del Grupo Joly lo forman seis personas presididas por el exministro Manuel Clavero Arévalo. Desde 2016, el director del periódico es Javier Chaparro.

## Difusión
Según los datos publicados por OJD para el periodo comprendido entre julio de 2007/junio de 2008, la tirada del periódico ha sido de 5.227 ejemplares y su difusión de 4338 ejemplares diarios. El periódico dispone también de su difusión vía Internet, teniendo contabilizadas en el mes de marzo de 2009 un total de 328.057 visitas.